# Pissodogryllacris silvestrii
Pissodogryllacris silvestrii är en insektsart som först beskrevs av Griffini 1911.  Pissodogryllacris silvestrii ingår i släktet Pissodogryllacris och familjen Gryllacrididae. Inga underarter finns listade i Catalogue of Life.